# The sun is bleeding and has black hands
The sun is bleeding and has black hands is een verzamelalbum van de Canadese muziekgroep Arc en haar leider Aidan Baker. Het muziekalbum bevat voor zover de titels van Arc afkomstig zijn opnamen, die eerder verschenen op zeer moeilijk verkrijgbaar, zo niet onverkrijgbare cd-rs. Het dubbelalbum bestaat uit een eerste compact disc met muziek van Baker en een tweede met muziek van Arc. Veel verschil zit er qua stemming niet in, maar de percussie die Arc gebruikt, maakt dat de muziek meer richting rock opschuift. Overigens overheersen op beide albums de drones van Baker. Het album heeft een kunstzinnige verpakking, geen jewelcase en is daardoor minder praktisch op te bergen in cd-meubilair.

## Musici
- Aidan Baker – gitaar, dwarsfluit, percussie, viool en zang
- Richard Baker – percussie, slagwerk, akoestische gitaar (CD2)
- Christopher Kukiel – elektronische percussie (CD2)

## Composities

### CD1
1. Untitled (van Pretending to be fearless uit 2002)
2. Skeletal skin (van Butterfly bones uit 2004)
3. Khiondheowl (van At the base of the mind is coiled a serpent uit 2004)
4. Clairvoyance (van Candlescence uit 2005)
5. The sun is bleeding and has black hands (van Ice against my skin uit 2004)
6. Pesnya diya leah (van Eye of day uit 2003)
7. Elementary (van Element uit 2000)

### CD2
1. Trepidation (van Feral uit 2003)
2. Four (van Two uit 2001)
3. Winding (van 2 songs uit 2002)
4. Arise (van Repercussion uit 2002)
5. Friction (van Split uit 2001)
6. Soul windows (van Eyes in the back of our heads uit 2004)
7. 13.4 (uit An eloquent Mass: experiments in sound v.1 uit 2003)